# Пенингское сельское поселение
Пе́нингское сельское поселение (фин. Pieningän maalaiskunta) — муниципальное образование в Муезерском районе Республики Карелия Российской Федерации.
Административный центр — посёлок Пенинга.

## Население
| 2009 | 2010 | 2012 | 2013 | 2014 | 2015 | 2016 |
| ---- | ---- | ---- | ---- | ---- | ---- | ---- |
| 813  | ↘649 | ↘604 | ↘589 | ↘550 | ↘534 | ↘523 |
| 2017 | 2018 | 2019 | 2020 | 2021 | 2023 |      |
| ↘495 | ↘479 | ↘450 | ↘430 | ↘267 | ↘248 |      |

## Населённые пункты
В сельское поселение входят 2 населённых пункта:
| № | Населённый пункт | Тип населённого пункта | Население |
| - | ---------------- | ---------------------- | --------- |
| 1 | Пенинга          | посёлок                | ↘578      |
| 2 | Пенинга          | станция                | ↘11       |